# Донас
Донас (итал. Donnas) је насеље у Италији у округу Долина Аосте, региону Долина Аосте.
Према процени из 2011. у насељу је живело 2109 становника. Насеље се налази на надморској висини од 316 м.

## Становништво
| 1951. | 1961. | 1971. | 1981. | 1991. | 2001. | 2011. |
| ----- | ----- | ----- | ----- | ----- | ----- | ----- |
| 2.051 | 2.051 | 2.188 | 2.460 | 2.533 | 2.645 | 2.624 |